# ویلروت
ویلروت (به آلمانی: Willroth) یک شهر در آلمان است که در راینلاند-فالتس واقع شده‌است.

## خصوصیات
ویلروت ۸۴۹ نفر جمعیت دارد.